# 傍観者介入

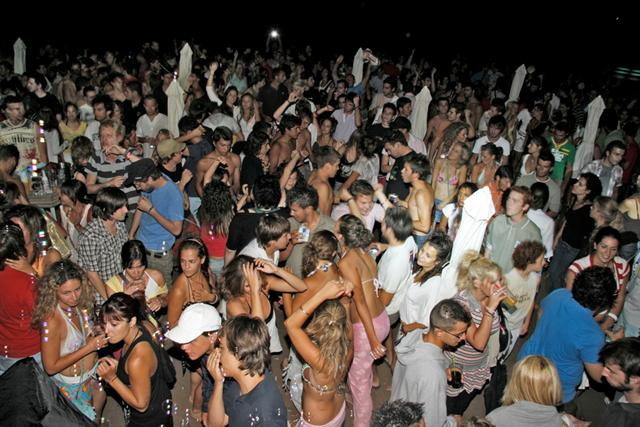
傍観者介入は、パーティやダンスで、酔っ払った人に性的な誘惑をしている人を見たときに、そこに介入するように人々に教えることを目的としている。

傍観者介入(Bystander intervention)とは、性的暴行やレイプ、 暴飲や嫌がらせ、人種差別的言動、同性愛嫌悪、またはトランスフォビアへの悪意のコメントを防止するため、大学などの高等教育機関で行われるトレーニングの一種である。傍観者とは、イベント、パーティー、または酔っ払いがお酒の力を借りて性的に一歩踏み込んだ行動に走るなど、問題のある状況に気付いたその他の場所にいる人のことである 。
その後、傍観者は、状況が悪化するのを防ぐために、個人的な責任を負い、介入するための行動を取ることになる 。
介入しようとする傍観者には、人々の気をそらす、他の人の助けを求める、少しずらして行動する、直接介入するなどの選択肢がある。傍観者の介入にはリスクが伴う。それは争いごとにつながる可能性があり、「介入」された人々の気分を台無しにする可能性があり、対立につながる可能性がある。傍観者介入は、「傍観者教育」と呼ばれることもある。これは、モデルがトレーナーとリーダーを教育するシステムに基づいており、その後、コミュニティの人々を訓練するためである。

## 性的暴行の防止
ある傍観者介入の研究者は、酔っ払った女性に性的な動きをさせようとしている酔っぱらいに飲み物をこぼすふりをして、彼の気をそらし、「酔っぱらいが、性的暴行に足を踏み外すためその一線を超える前に、悪しき行動を食い止める」ことを提案している。 
このプログラムの支持者は、傍観者介入プログラムが、飲酒運転のトライバーを減らすイニシアチブが飲酒運転を減らすのに持っていたのと同じような結果を性的暴行の削減にもたらすことができることを望んでいる
もう1つの類似点は、どちらのプログラムも飲酒自体を思いとどまらせるのではなく、飲酒と法律違反の組み合わせだけを思いとどまらせることである。一部の米国の大学は、タイトルIXに準拠するために傍観者教育イニシアチブを導入している。これは、連邦政府の資金提供を受けている米国の大学が性別による差別をしないことを要求している。

## 研究
ニューハンプシャー大学による傍観者介入に関する研究では、傍観者介入キャンペーンを見た男性の38％が、性的暴行を止めるために介入したと述べたのに対し、対照群（キャンペーンを見なかった）はわずか12％であった。
オハイオ大学の研究では、傍観者介入セッションを受けた男性とトレーニングを受けていない男性のグループを比較した 。
傍観者教育プログラムの課題の1つは、白人の女子学生が、酔っ払った黒人女性が酔っ払っていない男性によってパーティーの寝室に連れて行かれるという架空の状況に介入する可能性が低いことを研究が示している。黒人の女性を助けるのに「個人的な責任が少ない」と感じ、彼らは黒人女性がそのような状況を喜んでいると感じているのだ。